# Воскресенская церковь (Дединово)
Воскресенская церковь (церковь Воскресения Христова) — недействующий православный храм Русской православной церкви, расположенный в центре села Дединово Луховицкого городского округа. Образует храмовый комплекс с церковью Рождества Богородицы. Построена в начале XIX века. Объект культурного наследия регионального значения.

## История
Летняя церковь сооружена в 1809—1817 гг. на средства Я. В. Кривоносова на месте предыдущей каменной церкви. Расписана в 1860—1861 гг. В 1930-х гг. церковь закрыта, в 1960-х гг. снесены ограда и отдельно стоявшая шатровая колокольня.

## Архитектура
Здание относится к стилю зрелого классицизма. Предполагается участие столичного архитектора, возможно, И. Ф. Руска. Изначально храм был пятиглавым (сохранилась центральная глава), крестово-купольного типа. Здание удлинённое, восьмистолпное, с двумя приделами с западной стороны и трёхчастным алтарём. Центральный ярусный барабан поддерживается четырьмя пилонами. Здание венчает общий белокаменный карниз. Фасады декорированы ленточным рустом, дополнены ионическими портиками. Барабан украшен сдвоенными пилястрами коринфского ордера.